# Afvalolie

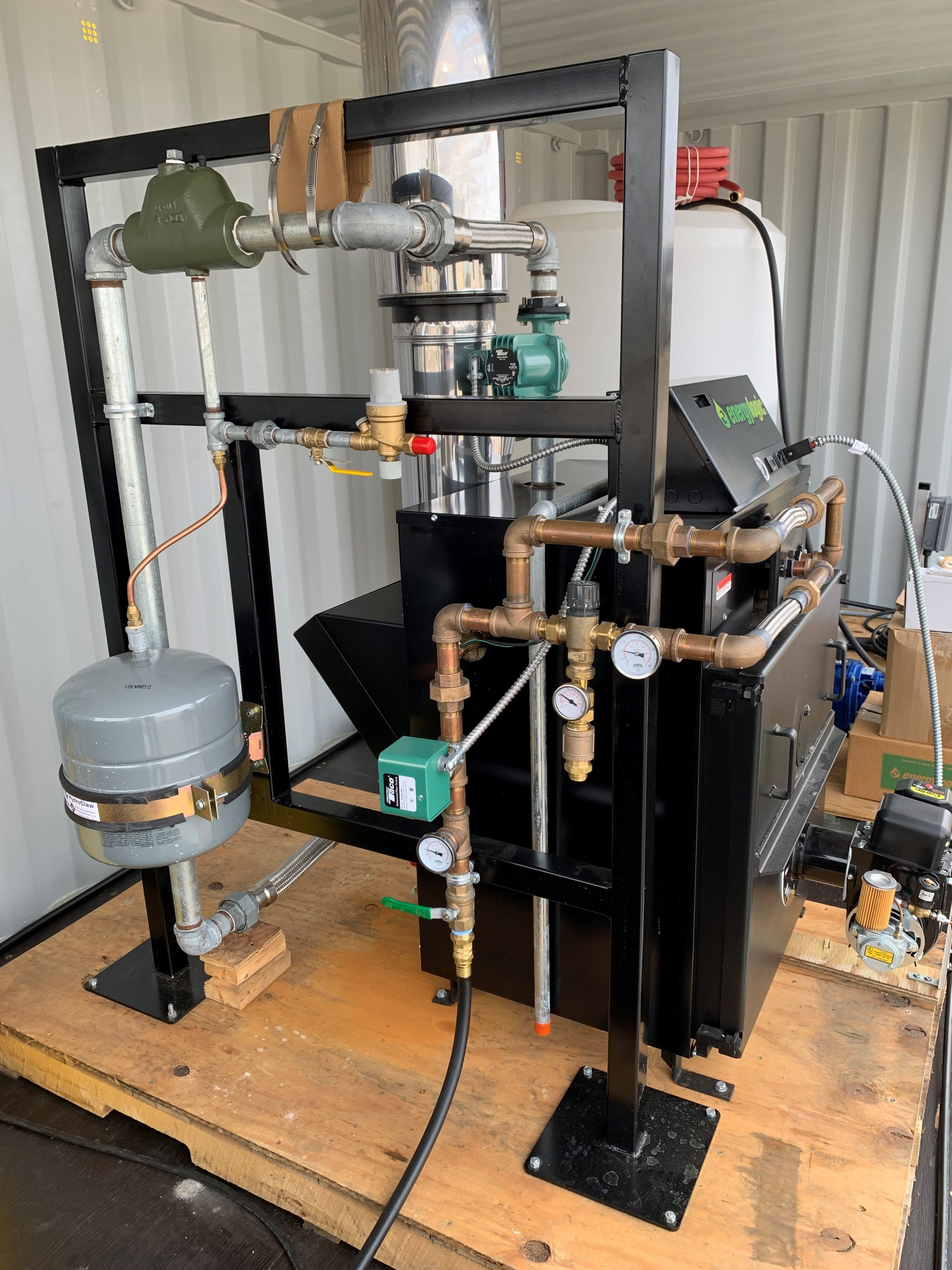
Waste Oil Boiler, een op afvalolie werkend verwarmingssysteem

Afvalolie is vervuilde of gebruikte olie die niet goed meer is voor algemene consumptie en gebruik. Onder afvalolie wordt onder andere gebruikte transformatorolie of afgedraaide motorolie verstaan.
Sommige soorten afvalolie zijn geschikt voor hergebruik na de verwerking waarbij overtollige reststoffen, zoals water, stof, rubber en bezinksel eruit gefilterd worden.
Gebruikte transformatorolie kan meestal niet meer hergebruikt worden als transformatorolie, maar kan wel dienstdoen als energiedrager bij de opwekking van energie, net als andere zuivere aardolieproducten. Daarnaast kan in een beperkt aantal gevallen afvalolie verwerkt worden in de chemische industrie waarbij basischemicaliën geproduceerd worden voor de aanmaak van polymeren.
Vanwege de impact op het milieu door illegale lozingen van afvalolie, wordt in havens de afvalolie van passerende tankschepen opgehaald voor onder meer de SPPN en de SPPZ (resp. Scheldesteiger Petroleum Pier 'Noord' en 'Zuid') in de Haven van Antwerpen.